# Fernando de Moncada y Gaetano
 No se debe confundir con su primo Fernando de Moncada y Moncada, VIII duque de Montalto.
Fernando de Moncada y Gaetano (Palermo, 24 de octubre de 1646 - Pamplona, 28 de enero de 1712) fue un militar y hombre de estado italiano al servicio de España.
Hijo de Ignacio de Moncada, hijo a su vez del VI duque de Montalto, y de Ana Gaetano. En 1669 contrajo matrimonio con Gaetana Branciforte, duquesa de San Juan y marquesa de Camaratta, adoptando desde entonces los títulos nobiliarios de su mujer.
Comendador de Belvís de la Sierra en la orden de Alcántara, fue virrey de Cerdeña entre 1699 y 1703, 
virrey de Navarra durante un breve periodo en 1706, 
ministro de la guerra entre 1707 y 1709, 
y desde este mismo año hasta su muerte consejero de estado y nuevamente virrey de Navarra, en cuyas funciones debió afrontar la defensa del virreinato durante la guerra de sucesión española.
| Predecesor: José de Solís y Valderrábano                                         | Virrey de Cerdeña 1699 - 1703                                                 | Sucesor: Ginés Fernando Ruiz de Castro                                      |
| Predecesor: Luis Francisco Benavides y AragónAlberto Octavio T´Serclaes de Tilly | Virrey de Navarra Julio - septiembre de 1706Octubre de 1709 - enero de 1712 † | Sucesor: Alberto Octavio T´Serclaes de TillyPedro Colón de Portugal y Ayala |